# Camponotus nearcticus
Camponotus nearcticus é uma espécie de inseto do gênero Camponotus, pertencente à família Formicidae.